# Your Guardian Angel
«Your Guardian Angel» es una canción de la banda estadounidense de rock alternativo The Red Jumpsuit Apparatus, lanzada el 7 de agosto de 2007 como su tercer y último sencillo de su primer álbum de estudio Don't You Fake It (2006). Apareció en el final de temporada del programa de CBS Moonlight titulado "Mortal Cure". Según Ronnie Winter, la canción está dedicada a los ocho estudiantes que perdieron la vida en el tornado del 1 de marzo de 2007 que destruyó una escuela secundaria en Enterprise, Alabama. La canción fue incluso el tema del baile de graduación de la escuela ese año.
Antes del lanzamiento del sencillo, el 21 de agosto de 2007, la banda lanzó un EP homónimo exclusivamente en iTunes.

## Video musical
El vídeo musical de "Your Guardian Angel" muestra a Ronnie Winter encendiendo muchas bombillas y cantando la canción en un armario con una bombilla, luego toca y canta mientras la banda se prepara para un concierto. Actúan frente a la multitud de aficionados con llamativos efectos de luz durante la parte de distorsión. Winter apaga la bombilla al final de la canción. El vídeo fue dirigido por Shane Drake, quien ha trabajado para otras bandas como Panic! at the Disco y Paramore.

## Lista de canciones
Descarga digital CD
1. Your Guardian Angel - 3:49

EP digital
1. Your Guardian Angel - 3:51
2. Disconnected - 2:56
3. Your Guardian Angel (Video) - 3:47
4. Your Guardian Angel (Making of the Video) - 4:00